# ガナパト・ラーオ・ガーイクワード
ガナパト・ラーオ・ガーイクワード（Ganpat Rao Gaekwad, 1816年 - 1856年11月19日）は、西インドのグジャラート地方、ガーイクワード家の当主およびヴァドーダラー藩王国の君主（在位：1847年 - 1856年）。

## 生涯
1816年、サヤージー・ラーオ・ガーイクワード2世の長男として生まれた。
1847年12月28日、父であるサヤージー・ラーオが死亡し、息子のガナパト・ラーオが当主位および藩王位を継承した。
1856年11月19日、ガナパト・ラーオは死亡し、弟のカンデー・ラーオ・ガーイクワードが当主位および藩王位を継承した。